# Endorsement
Endorsement es una actividad de marketing muy cercana al patrocinio. Es una actividad creciente que llevan a cabo sobre todo las marcas de ropa, empresas musicales y del espectáculo. La empresa contrata los servicios de un artista, músico, o deportista de élite para servir de "maniquí en vida" de sus productos. El contratado se compromete a llevar productos de esa marca en las situaciones pactadas en el contrato.
En el mundo de la música, por ejemplo, un artista firma contratos con marcas de instrumentos musicales que luego usará para así dar la publicidad.
Lo más normal es que ambas partes firmen otras vinculaciones publicitarias (grabación de anuncios publicitarios, reportajes fotográficos para publicidad gráfica, etc.).